# Lusa (Nunatak)
Lusa (norwegisch für Laus) ist ein Nunatak im ostantarktischen Königin-Maud-Land. In der Sør Rondane ragt er nördlich des Nunataks Loppa und östlich des südlichen Teils des Tussebreen auf.
Wissenschaftler des Norwegischen Polarinstituts benannten ihn 1988.